# بت گرل (باربارا گوردون)
باربارا گوردون (به انگلیسی: Barbara Gordon) یک شخصیت خیالی ابرقهرمان در کتاب‌های کامیک آمریکایی منتشر شده توسط دی‌سی کامیکس است که اغلب با شخصیت ابرقهرمان بتمن مرتبط است. او برای اولین بار در سریال تلویزیونی بتمن (مجموعه تلویزیونی)،که در سال ۱۹۶۶ ساخته شد، حضور پیدا کرد.در این سریال ایوون کریگ  نقش او را بازی کرد.
باربارا گوردون دختر رئیس پلیس گاتهام سیتی، کمیسر جیمز گوردون، دختر  باربارا کین و خواهر جیمز گوردون پسر است. اگرچه تا کنون این شخصیت در نشریات مختلفی از دی‌سی کامیکس ظاهر شده‌است، اما اغلب نقش برجستهٔ او در مجموعه کمیک خانوادهٔ بتمن بود که در سال ۱۹۷۵ عرضه شده بود، و در آنجا همکار نخستین تجسم از شخصیت رابین، دیک گریسون محسوب می‌شد. او بعد از کمیک جوک کشنده با این عنوان در عرصه بتمن باقی‌ماند. در مجموعه کمیک بتمن: جوک کشنده، جوکر برای دیوانه کردن کمیسر جیم گوردون به دخترش باربارا شلیک کرده و او را دچار پاراپلژی می‌کند. او از آن پس با نام اوراکل و بر روی صندلی چرخدار به بتمن کمک می‌کند. او با ارائه سرویس‌هایی نظیر جمع‌آوری اطلاعات و هک کامپیوتر به ابرقهرمان‌های دیگر کمک می‌کرد، و اولین حضور او به عنوان اوراکل در شمارهٔ ۲۳ از جوخه انتحار (ژانویه ۱۹۸۹) بود، و پس از آن به عنوان منشأ تشکیل تیم و مجموعه پرندگان شکاری قرار گرفت.
باربارا رتبه دوم را در فهرست<<۱۰۰زن جذاب کتاب های کمیک>>دارد

## حضورها
اوراکل علاوه بر حضور در کمیک‌ها در انیمیشن‌ها و در مجموعه بازی‌های بتمن: تیمارستان آرکهام و بتمن: شهر آرخهام و بتمن: شوالیه آرکهام و گاتهام (مجموعه تلویزیونی)